# Бедня (река)
Бе́дня (хорв. Bednja) — река в Хорватии, правый приток Дравы. Принадлежит бассейну Дуная и Чёрного моря.
Длина реки — 133 км, площадь бассейна — 966 км².
Бедня берёт начало в горах Хорватского Загорья недалеко от Тракошчана на высоте 311 метров над уровнем моря. В верховьях течение быстрое, в низовьях спокойное. Впадает в Драву возле посёлка Мали-Буковец.
На реке расположены посёлок Бедня и города Нови-Мароф, Вараждинске-Топлице и Лудбрег.
В районе реки преобладает континентальный климат. Среднегодовая температура в регионе составляет 11 °C. Самый тёплый месяц — июль, когда средняя температура составляет 22 °C, а самый холодный — декабрь с −4 °C. Среднегодовое количество осадков составляет 1195 мм. Самый дождливый месяц — сентябрь, в среднем выпадает 162 мм осадков, а самый сухой — март, с 64 мм осадков.